# イガンドゥ鉄道事故
イガンドゥ鉄道事故（英: Igandu train disaster）とは、2002年6月24日の早朝にアフリカのタンザニアで発生した鉄道事故である。1200人以上の乗客を乗せた列車が勾配を逆走し低速で走行中の貨物列車と衝突し281人が死亡した。この事故はアフリカの鉄道史上最悪な出来事である。 

## 事故の経過
ダルエスサラーム発タンザニア中部のドドマ州行きの列車がイガンドゥ (Igandu) と呼ばれる丘を登るころには、ムサガリを通過しドドマの町に近づいていた。丘を登っている間、ブレーキに問題があったと思われる。運転士は丘の頂上付近で列車を停車させブレーキ装置の点検・調整を行い、運転席に向かって坂を登りはじめた。運転士が列車を再出発させた時、ブレーキがまったく効かないため列車が加速しながら逆走し、一直線に丘を下り2駅を通過した後、一見したところでは低速で走行中のダルエスサラーム行き貨物列車と衝突した。
現地の人々はできるだけ多くの人々を助けようと救助活動に参加した。ドドマにある病院では医師が不足していたため、タンザニアの厚生大臣であるアンナ・アブダラーが重症を負った400人以上の人々を助けるほど厳しい状況であった。救助隊もまた残骸を切断・除去し負傷者を救助するために必要な巨大な切削工作機械や産業機器が不足していたため作業が難航しており、どの機材も事故当日の夕方まで届かなかった。
事故から4日後、タンザニア政府は 281人が事故で死去し、あるいは後に病院で死亡したと思われるとしながら、重体の人の人数を考えればこれはさらに増えるだろういう旨の声明を発表した。88人の遺体は身元が判別されずにドドマの外のマイリ・ムビリ墓地 (Maili Mbili grave yard) に埋葬された。国営鉄道会社のタンザニア鉄道会社 (TRC) は後に犠牲者の遺族に100,000-500,000シリングの支払いを提示したが、これは事故を起こしたTRCを非難する一部の人々を怒らせた。
事故が発生するまで、タンザニアは荒廃した国の鉄道システムの管理を任せる私企業 (private company) を探している最中であり、ヨーロッパや南アフリカの会社の代表と対談している最中であった。結果的に、タンザニア鉄道の運行権は2007年にインドのライツ・コンソーシアムに渡されたが、2011年に取り消されて政府が鉄道を取り戻した。
鉄道会社も首相のフレデリック・スマエも完全に否定したことであるが、進行中のタンザニア鉄道売却計画に抗議するために、鉄道労働組合の組合員が実行した破壊工作による事故だとする思惑もある。これを証明する証拠はまったく提供されていない。

## 類似事故
- アーマー鉄道事故 （1889年） - 結果として連続・自動ブレーキと旅客列車に対する絶対閉塞が義務付けられた事故。
- チャペル・アン・ラ・フリス（英語版） （1957年）
- リヨン駅列車衝突事故 （1988年）
- テンガ鉄道事故（英語版） （2002年）